# Kup europskih prvaka 1964./65. (vaterpolo)
Drugo izdanje Kupa europskih prvaka u vaterpolu odigrano je u sezoni 1964./1965. u Milanu u Italiji. Sudjelovalo je sedam momčadi. U skupini A dalje su prošli CVSK VMF Moskva i Dinamo Magdeburg, a ispali Dinamo Bukurešt i Szolnok. U skupini B prošli su Partizan i Pro Recco, a ispala Barcelona. Zatim je uslijedio završni turnir. Pro Recco je osvojio svoj prvi naslov.
- 1. Pro Recco (Italija)
- 2. Partizan (Jugoslavija)
- 3. Dinamo Magdeburg (Istočna Njemačka)
- 4. CVSK VMF Moskva (SSSR)

- sastav Pro Recca (1. naslov): Eugenio Merello, Enrico Guidotti, Mario Cevasco, Giancarlo Guerrini, Angelo Maraschi, Franco Lavoratori, Eraldo Pizzo, Mittini, Marchisio, Gianguerrino Giraldi, Pizzorno